# Grandes expositions italiennes
Les Grandes expositions italiennes (10 Grandi Mostre) sont une série d'expositions organisée sur dix ans par le Ministère Italien de la Culture. Les expositions se déroulent avec une durée annuelle près de la Galerie Borghèse de Rome.  

## Les expositions programmées
- 2006 -  Raffaello. De Florence à Rome
- 2007 -  Antonio Canova
- 2008 -  Correggio
- 2009 -  Bacon et Caravaggio
- 2010 -  Dosso Dossi
- 2011 -  Titien
- 2012 -  Cranach
- 2013 -  Bernini
- 2014 -  Domenichino
- 2015 -  Les Borghese et l'Antique

### Raffaello. De Florence à Rome (Raffaello. Da Firenze a Roma)
Cette exposition, qui a eu lieu du 19 mai au 10 septembre 2006, a présenté un ensemble de toiles représentatives de l'évolution picturale de Raphaël, entre 1505 et 1508  .

### Canova
Exposition programmée d'octobre 2007 à février 2008.